# Геометризація родовища корисних копалин
Геометриза́ція родо́вища кори́сних копа́лин (рос.геометризация месторождения полезного ископаемого, англ. geometrization of mineral deposits) — графічне, аналітичне чи цифрове моделювання родовища комплексним використанням інформації, отриманої при розвідці, розробленні та з урахуванням технологічних вимог експлуатації родовища. Джерелами такої інформації можуть бути геофізичні дослідження, результати розвідувального буріння, геолого-маркшейдерська документація тощо. Результати геометризації родовища використовують для розрахунку запасів покладу, при плануванні й будівництві гірничих підприємств, вони також підвищують ефективність використання вже розроблених родовищ.
Графічна геометризація родовищ корисних копалин полягає в створенні структурних та якісних гірничо-геометричних графіків. В структурних графіках відтворена система вертикальних і горизонтальних розрізів, гіпсометричні карти, плани ізопотужностей та ізоглибин, об'ємні графіки та моделі. Відповідно, розрізи на цих графіках показують будову покладу в горизонтальному чи вертикальному вимірі; гіпсометричні плани відтворюють поверхню покладу, тектонічні зрушення, залягання водоносних та водоупорних горизонтів; плани ізопотужностей показують зміни потужності шарів корисних копалин в будь-якій точці покладу, плани ізоглибин — зміни глибини залягання корисних копалин; об'ємні графіки та моделі характеризують найскладніші геологічні структури.
Аналітичне моделювання при геометризації родовищ корисних копалин також передбачає створення гірничо-геометричних графіків, але полягає переважно у відтворенні ізоліній вмісту корисних або шкідливих компонентів руд, лінійних запасів тощо. Математичні методи, застосовані з використанням комп'ютерів, дозволяють створити цифрові моделі родовища.
Включає:
- обробку структурних особливостей покладу корисної копалини (геометризація форми родовища),
- виявлення основних закономірностей і характеристик розміщення,
- якісних особливостей покладу (геометризація властивостей родовища).

Здійснюється за даними буріння, геофіз. та геол. досліджень, геол.-маркшейдерської документації, вивчення виробок на кожній стадії розвідки і експлуатації родовища. Результатом Г.р. є аналітична або графічна (об'ємна) модель родовища.
Графічна документація Г.р. включає структурні гірничо-геометричні графіки, які складаються з системи вертикальних і горизонтальних розрізів, гіпсометрич. планів, планів ізопотужностей та ізоглибин, графіків ізоліній вмісту корисних або шкідливих компонентів, об'ємних графіків і моделей.